# Frankenia orthotricha
Frankenia orthotricha är en frankeniaväxtart som först beskrevs av John McConnell Black, och fick sitt nu gällande namn av John McConnell Black. Frankenia orthotricha ingår i släktet frankenior, och familjen frankeniaväxter. Inga underarter finns listade i Catalogue of Life.